# María Ballesteros
María Ballesteros (n. Fregenal de la Sierra, Badajoz, 9 de marzo de 1981) es una actriz española.

## Trayectoria
María Ballesteros comenzó su carrera en el cine como actriz. Actualmente combina la actuación con el guion y la dirección.
En 2014 dirigió el cortometraje Epitafios.

## Filmografía

### Cine[5]
- Malasaña 32 (2020) de Albert Pintó... como Lola
- Tiempo Después (2018) de Jose Luis Cuerda...como Sor Sagrario[6]
- Que Dios nos perdone (2016) de Rodrigo Sorogoyen... como Rosario
- Epitafios, (2013)... como Directora y Guionista
- La lavadora, de Andrea Correa Quiroz y Ana Aurora Rodríguez  (2010)... Cortometraje
- Amanecer en Asía, de Dionisio Pérez (2009)... como Paula
- 8 citas, de Peris Romano y Rodrigo Sorogoyen (2008)... como Ana
- El regreso de Alicia, de Ramón Rodríguez (2007)... como Alicia
- Sobrepasando el límite, de Henry Bean (2007)... como Gruska
- Juego, de Ione Hernández (2007), cortometraje
- Ladrones, de Jaime Marqués (2007)... como la madre del ladrón.
- Destino: Madrid, de Ramón Rodríguez (2005) cortometraje
- Princesas, de Fernando León de Aranoa (2005)... como Miss Metadona
- ¿Y tú?, de Darío Paso (2004)... como una chica, cortometraje
- Di algo, de Luis Deltell (2004)... como Irene, cortometraje
- Sardinas, de Jose Recuenco (2003)... como Susana, cortometraje
- ¿Dónde está? (TV Movie), de Juan Carlos Claver (2002)
- Juana la Loca, de Vicente Aranda (2001)... como Catalina
- Sin vergüenza, de Joaquin Oristrell (2001)...

### Series de televisión
- Caronte (serie de televisión) (2020)... como Penélope (Un episodio)
- Servir y proteger (2019)... como Gisela Rodríguez "Coco" (Personaje recurrente)
- Homicidios (2011)... como Sara Anzue (un capítulo)
- Impares Premium (2010/2011)... como Cristina Miralles
- La pecera de Eva (2010)... como María Padrón
- Impares (2008/2009)... como Cristina Miralles
- Desaparecida (2007)... como Carla
- Con dos tacones (2006) (dos capítulos)
- El comisario (2005) (un capítulo)
- Obsesión (2004/2005)... como Eva Rivera